# The City Drive

The City Drive est un groupe américain de rock originaire de Los Angeles, créé en 2004. Il est formé de Danny Smith (chanteur, guitariste, pianiste et compositeur), Scott Waldman (guitariste) et Marc Precilla (batterie).

## Historique
Leur premier album, Always Moving Never Stopping, est sorti en 2006 aux États-Unis. Un EP regroupant 2 chansons inédites, 1 remix et 1 chanson acoustique est sorti en 2007.
Encore inconnus en France, ils gagnent en notoriété aux États-Unis, plus particulièrement en Californie où ils ont notamment participé à des "Battle of The Bands". Ils ont également participé à une 1re partie du groupe Hoobastank.
À noter que le chanteur Danny Smith est aussi acteur, il est notamment connu pour son interprétation de Merton Dingle, un gothique à l'humour décalé et meilleur ami du héros dans Le Loup-garou du campus. C'est également lui qui a composé le générique de cette série.

## Discographie

### Always Moving Never Stopping —2006
- Defeated
- Runner
- Bring Me Everything
- Saints
- Nightfalling
- Overready
- Light Years
- Over And Done
- Give Up Love
- Chasing You
- West Coast Wind
- Bumblebee

### EP —2007
- Behind Closed Doors
- Spaceless
- Runner (remix)
- Runner (acoustique)

### Autres chansons ne figurant pas sur un album
- Goodbye California
- Before We Die